# Santo Antônio do Monte
Santo Antônio do Monte is een gemeente in de Braziliaanse staat Minas Gerais. De gemeente telt ongeveer 26.000 inwoners en heeft een oppervlakte van 1129 km². Het ligt op 194 kilometer afstand van Belo Horizonte.
Santo Antônio do Monte werd in de achttiende eeuw gesticht. De economie van de gemeente is gebaseerd op de productie van vuurwerk en op de handel van goederen voor binnenlandse consumptie.